# Ficus perfulva
Ficus perfulva är en mullbärsväxtart som beskrevs av Adolph Daniel Edward Elmer och Elmer Drew Merrill. Ficus perfulva ingår i släktet fikonsläktet, och familjen mullbärsväxter. Inga underarter finns listade i Catalogue of Life.